# Vaudesincourt
Vaudesincourt è un comune francese di 101 abitanti situato nel dipartimento della Marna nella regione del Grand Est.

## Storia

### Simboli
Lo stemma comunale è stato adottato il 21 dicembre 1999.

## Società

### Evoluzione demografica
Abitanti censiti